# 그날 밤 그들에게 무슨 일이 있었나?
《그날 밤 그들에게 무슨 일이 있었나?》는 2002년 9월 27일에 MBC에서 방영한 베스트극장이다. 2002년 베스트극장 극본 공모 당선작으로, 원제는 〈순대국 남녀〉이다.

## 등장 인물

### 주요 인물
- 홍일권 : 기승준(29세) 역 - 전직 증권회사 직원
- 신소미 : 서희재(29세) 역 - 작가

### 그 외 인물
- 이승형
- 유소영
- 사미자
- 전인택
- 신신애
- 김승현
- 손종범
- 김예령
- 김신일
- 오협
- 전익령